# Selva Lye Brook
La selva Lye Brook es un área de aproximadamente 18 122 acres (72 km²) y se encuentra situada al noroeste de Stratton, Vermont, dentro del bosque nacional Green Mountain. Lleva el nombre de Lye Brook, que fluye a través de la mitad occidental de la selva. La elevación en la selva oscila entre 900 pies (274 m) a 2900 pies (884 m) sobre el nivel del mar, aunque la mayoría se encuentra en una meseta muy por encima de los 2500 pies.
Aproximadamente el 80% de la Selva Lye Brook está cubierta de bosques con maderas duras en la parte norte, como abedules, hayas, arces y, algunos matorrales pequeños de abeto. Una variedad de fauna también habita en la zona, incluyendo el oso negro, alce, venado, el gato montés y varias especies de aves.
La selva se encuentra protegida por el Servicio Forestal de los Estados Unidos.